# Бахмадов, Мады Джамалдинович
Мады Джамалдинович Бахмадов (род. 1931, Колхадой, Чеченская АО) — передовик сельскохозяйственного производства, чабан колхоза «Кавказ» села Вознесенское Малгобекского района. Герой Социалистического Труда (1971). Почётный гражданин города Малгобек.

## Биография
Родился в 1931 году в селе Колхадой. Трудовую деятельность начал в колхозе «Малгобекский» Малгобекского района. Работал чабаном. Во время депортации чеченцев в 1944 году был выслан с семьёй в Казахстан. Будучи в ссылке, возглавлял полеводческую бригаду. В 1947 году бригада собрала высокий урожай зерновых, за что он был награждён орденом Ленина. После возвращения на родину работал старшим чабаном в колхозе «Кавказ» Малгобекского района. За выдающиеся достижения в трудовой деятельности был удостоен в 1971 году звания Героя Социалистического Труда.

## Награды
- Орден Ленина (1947)
- Герой Социалистического Труда (медаль «Серп и Молот» и орден Ленина; 1971[4])
- Почётный гражданин города Малгобека (1987).

## Комментарии
1. ↑  Село Колхадой[1] ныне входит в состав села Ведучи; территориально примерно соответствует улице Колхадой села Ведучи[2].